# Principe local-global
Pour le point de vue de la géométrie différentielle sur cette notion, voir l'article Passage du local au global.
En mathématiques, et plus particulièrement en théorie algébrique des nombres et en géométrie algébrique, le principe local-global consiste à essayer de reconstituer une information sur un objet global à partir d'informations sur des objets locaux associés (ses localisations en tous les idéaux premiers), censées être plus faciles à obtenir.

## Théorème de Hasse-Minkowski
Ce théorème porte sur les formes quadratiques sur le corps global des nombres rationnels. Il stipule qu'une telle forme prendra la valeur 0 en un point rationnel distinct de l'origine si et seulement si la forme prend la valeur 0 en chacun des corps locaux associés au corps des nombres rationnels, c'est-à-dire en ℝ, le corps des nombres réels, et en chacun des corps des nombres p-adiques ℚp, pour p nombre premier. C'est un exemple où le principe local-global est parfaitement vérifié.
Pour les formes de degré supérieur, de nombreux contre-exemples ont été donnés, qui empêchent tout espoir que le principe local-global puisse fournir un résultat très général. Des théorèmes positifs ont toutefois été obtenus, par exemple en se restreignant à des cubiques ayant suffisamment de variables.

## Théorie des corps de classes
Le principe local-global fonctionne aussi pour les groupes de normes des extensions cycliques de corps de nombres. Ce fait est crucial dans la déduction de la théorie des corps de classes globale depuis la théorie des corps de classes locale.